# Thaumastoderma ramuliferum
Thaumastoderma ramuliferum is een buikharige uit de familie Thaumastodermatidae. Het dier komt uit het geslacht Thaumastoderma. Thaumastoderma ramuliferum werd in 1965 voor het eerst wetenschappelijk beschreven door Clausen. 